# 1997년 중앙아시아 경기 대회
1997년 중앙아시아 경기 대회는 1997년에 카자흐스탄 공화국의 알마티에서 열린 대회이다.

## 참가 국가
- 카자흐스탄
- 키르기스스탄
- 타지키스탄
- 투르크메니스탄
- 우즈베키스탄